# Mairie de Loviisa
La mairie de Loviisa (finnois : Loviisan raatihuone) est un bâtiment situé au centre de Loviisa en Finlande.

## Présentation
L'hôtel de ville de Loviisa est un grand bâtiment à pans de briques situé au cœur de la ville le long de l'Esplanade. 
L'hôtel de ville conçu par l'architecte Georg Theodor Chiewitz est construit en 1862.
Le bâtiment est à deux étages adapté à l'architecture néo-renaissance moderne. 
Le bâtiment est toujours dans son usage d'origine.
Le bâtiment fait partie de l'esplanade de Loviisa qui est classée par la direction des musées de Finlande parmi les sites culturels construits d'intérêt national en Finlande.